# Seznam oper hraných v Moravském divadle Olomouc
Tento seznam shrnuje údaje o operních inscenacích hraných v Moravském divadle Olomouc (pod jeho různými dobovými názvy) v Olomouci od otevření (sezóna 1920/21) do konce roku 2022.
Počátky opery v Olomouci souvisejí s dvorem olomouckých biskupů; roku 1712 zde proběhlo první doložené představení opery na Moravě, totiž opery Piramo e Tisbe Francesca Marri Raffaeliniho. V klášteře Hradisko u Olomouce měla roku 1747 premiéru česká zpěvohra Pargamotéka. Pro laickou městskou veřejnost přivážely německou zpěvohru (singspiel) od druhé čtvrtiny 18. století německé divadelní společnosti a italskou operu italské společnosti (jako první roku 1759 společnost Giuseppa Franceschiniho). Stálejší působiště získaly divadelní společnosti po vybudování městského divadla roku 1770 na Dolním náměstí, jež roku 1830 vystřídala dnešní budova divadla na Horním náměstí. Od té doby je možné hovořit o souvislé činnosti německého divadla v Olomouci, jehož integrální součástí byla opera a které fungovalo až do roku 1920. V době první republiky v Olomouci hostoval s operou zejména soubor městského divadla v Opavě. Po zřízení Protektorátu Čechy a Morava bylo v Olomouci obnoveno německé divadlo, nejprve činoherní, v sezónách 1942/43 a 1943/44 pak i operní.
Českou operu hrály v Olomouci před rokem 1920 jednak kočovné společnosti, jednak ochotnicky významný pěvecký spolek Žerotín. Roku 1907 bylo zřízeno Družstvo českého divadla, které pak roku 1920 převzalo vedení nově zřízeného Českého divadla v Olomouci, nynějšího Moravského divadla.
Údaje o inscenacích dnešního Moravského divadla v letech 1920 až 1939 jsou obsaženy v soupise v publikaci Meziválečné hudební divadlo v Olomouci a pro léta 1945 až 2020 v databázi Divadelního ústavu v Praze. Údaje pro léta 1939 až 1944 jsou mezerovité a pocházejí z knihy Karla Nedbala Půl století s českou operou a z dobového tisku.
Jedná se o inscenace souboru olomouckého divadla; vyloučena jsou proto představení hostujících souborů, naopak započítány jsou rovněž premiéry, které proběhly mimo pravidelná působiště.
| Název opery                                                                         | Skladatel                           | První uvedení      | Další nastudování | Poznámka       |
| ----------------------------------------------------------------------------------- | ----------------------------------- | ------------------ | --- | -------------- |
| Libuše                                                                              | Bedřich Smetana                     | 1. září 1920       | 9. září 1923 27. října 1936 23. října 1947 31. ledna 1965 |                |
| Prodaná nevěsta                                                                     | Bedřich Smetana                     | 5. září 1920       | 14. srpna 1921 25. prosince 1938 sezóna 1942/43 23. listopadu 1950 20. dubna 1959 20. září 1967 1. září 1973 30. května 1982 4. února 1990 8. června 2001 10. prosince 2010                  |                |
| Werther                                                                             | Jules Massenet                      | 18. září 1920      | 16. prosince 1933 |                |
| Hubička                                                                             | Bedřich Smetana                     | 28. října 1920     | 16. srpna 1921 1. února 1924 3. března 1944 11. července 1947 4. března 1950 1. září 1956 27. září 1959 9. dubna 1972 17. dubna 1983 13. února 2015                                          |                |
| Nížina (Tiefland)                                                                   | Eugen d'Albert                      | 12. listopadu 1920 | 25. října 1924 14. října 1927 24. září 1938 14. dubna 1985 |                |
| Piková dáma (Pikovaja dama)                                                         | Petr Iljič Čajkovskij               | 18. prosince 1920  | 19. ledna 1927 29. listopadu 1947 13. července 1962 5. listopadu 1978 18. února 2000 |                |
| Dalibor                                                                             | Bedřich Smetana                     | 30. prosince 1920  | 24. srpna 1921 25. dubna 1924 15. dubna 1932 7. října 1950 7. září 1960 1. prosince 1974 27. ledna 1984 22. prosince 1995 12. prosince 2008                                                  |                |
| Madame Butterfly (Madama Butterfly)                                                 | Giacomo Puccini                     | 20. ledna 1921     | 4. září 1923 5. listopadu 1925 7. května 1932 8. ledna 1938 28. června 1953 6. října 1974 17. dubna 1988 22. března 2002 14. října 2005                                                      |                |
| Carmen                                                                              | Georges Bizet                       | 12. února 1921     | 30. srpna 1921 16. října 1924 28. března 1928 19. srpna 1930 13. ledna 1934 26. března 1938 25. července 1942 30. června 1946 18. června 1960 21. března 1971 26. dubna 1987 11. června 2010 |                |
| Psohlavci                                                                           | Karel Kovařovic                     | 28. února 1921     | 28. října 1922 30. dubna 1926 19. září 1932 18. února 1939 3. května 1947 1. února 1958 |                |
| Šárka                                                                               | Zdeněk Fibich                       | 10. srpna 1921     | 9. dubna 1926 20. prosince 1930 sezóna 1942/43 25. března 1950 27. června 1964 |                |
| Tajemství                                                                           | Bedřich Smetana                     | 11. srpna 1921     | 16. dubna 1924 29. října 1927 17. září 1931 14. ledna 1939 2. října 1949 14. ledna 1962 27. března 1977 21. října 1990                                                                       |                |
| Rusalka                                                                             | Antonín Dvořák                      | 13. srpna 1921     | 29. dubna 1934 květen 1941 25. května 1946 20. října 1951 10. května 1959 9. září 1961 25. února 1968 3. října 1976 17. dubna 1993 18. června 2004                                           |                |
| Trubadúr (Il trovatore)                                                             | Giuseppe Verdi                      | 17. srpna 1921     | 22. února 1927 1. prosince 1934 sezóna 1941/42 6. října 1957 26. září 1982 15. března 1996                                                                                                   |                |
| Komedianti (I Pagliacci)                                                            | Ruggero Leoncavallo                 | 19. srpna 1921     | 12. února 1929 7. dubna 1934 březen 1941 25. ledna 1953 30. května 1970 16. února 2001 |                |
| Sedlák kavalír (Cavalleria rusticana)                                               | Pietro Mascagni                     | 19. srpna 1921     | 1. října 1937 březen 1941 25. ledna 1953 30. května 1970 15. října 1989 16. února 2001 |                |
| Hoffmannovy povídky (Les Contes d'Hoffmann)                                         | Jacques Offenbach                   | 14. září 1921      | 14. dubna 1928 15. září 1934 16. února 1947 30. ledna 1955 15. prosince 1968 22. září 1985 15. prosince 2000                                                                                 |                |
| Mignon                                                                              | Ambroise Thomas                     | 21. září 1921      | 10. září 1931 28. října 1939 5. června 1949 29. května 1983 |                |
| Dvě vdovy                                                                           | Bedřich Smetana                     | 30. září 1921      | 8. března 1924 29. února 1929 16. září 1933 16. září 1939 17. října 1942 21. května 1949 21. ledna 1956 20. prosince 1973 11. června 1999                                                    |                |
| V studni                                                                            | Vilém Blodek                        | 13. října 1921     | 11. května 1928 15. prosince 1934 12. října 1940 9. prosince 1951 30. dubna 1969 |                |
| Tvrdé palice                                                                        | Antonín Dvořák                      | 13. října 1921     | 11. května 1928 14. prosince 1934 3. července 1949 |                |
| Faust (Faust a Markétka)                                                            | Charles Gounod                      | 22. října 1921     | 19. března 1926 4. prosince 1930 20. ledna 1940 30. srpna 1947 18. října 1958 11. března 1979 24. května 1996                                                                                |                |
| Židovka (La Juive)                                                                  | Jacques Fromental Halévy            | 12. listopadu 1921 | 26. ledna 1923 5. května 1928 2. července 1931 19. října 1935 14. března 1948 4. července 1965                                                                                               |                |
| Tosca                                                                               | Giacomo Puccini                     | 14. prosince 1921  | 31. května 1947 1. června 1961 30. června 1979 19. června 1994 19. června 2009 |                |
| La traviata (Traviata)                                                              | Giuseppe Verdi                      | 23. prosince 1921  | 26. října 1940 30. října 1948 18. října 1959 10. září 1978 26. června 1993 16. dubna 2010 |                |
| Evžen Oněgin (Eugen Oněgin, Jevgenij Oněgin)                                        | Petr Iljič Čajkovskij               | 26. ledna 1922     | 13. ledna 1925 25. května 1929 24. ledna 1935 8. října 1938 20. září 1946 10. května 1952 3. října 1965 9. listopadu 1980 24. října 1992 4. února 2011                                       |                |
| Aida                                                                                | Giuseppe Verdi                      | 15. února 1922     | 3. prosince 1932 12. listopadu 1938 19. října 1946 3. listopadu 1956 11. června 1976 5. prosince 1993 5. prosince 1993                                                                       |                |
| Bohéma (La bohème)                                                                  | Giacomo Puccini                     | 7. března 1922     | 21. ledna 1928 12. října 1935 14. prosince 1940 10. října 1955 21. listopadu 1976 20. června 1992 14. března 2003 16. prosince 2016                                                          |                |
| Jakobín                                                                             | Antonín Dvořák                      | 8. dubna 1922      | 2. září 1926 12. dubna 1932 11. září 1937 27. září 1945 7. června 1953 5. července 1958 8. října 1972 13. listopadu 1983 15. června 2006                                                     |                |
| Čert a Káča                                                                         | Antonín Dvořák                      | 8. září 1922       | 27. října 1933 29. října 1949 14. dubna 1954 22. září 1963 18. ledna 1970 23. ledna 1983 17. září 1999 11. května 2012                                                                       |                |
| Fra Diavolo                                                                         | Daniel Auber                        | 22. září 1922      | 23. října 1937 29. března 1950 |                |
| Figarova svatba (Le nozze di Figaro)                                                | Wolfgang Amadeus Mozart             | 7. října 1922      | 16. září 1936 sezóna 1942/43 18. února 1949 3. června 1962 14. prosince 1975 4. února 1991 22. dubna 2005                                                                                    |                |
| Salome                                                                              | Richard Strauss                     | 16. listopadu 1922 | 7. května 1942 30. června 1957 |                |
| Maškarní ples (Un ballo in maschera)                                                | Giuseppe Verdi                      | 20. listopadu 1922 | 10. října 1933 3. prosince 1955 16. ledna 1972 9. února 1992 |                |
| Fidelio                                                                             | Ludwig van Beethoven                | 15. prosince 1922  | 1. dubna 1927 18. prosince 1937 24. února 1951 2. května 1965 19. prosince 1992 24. září 2021                                                                                                |                |
| Mikuláš Šubič Zrinský (Mikuláš Zrinský, Nikola Šubić Zrinjski)                      | Ivan Zajc                           | 14. ledna 1923     | 28. září 1969 |                |
| Lohengrin                                                                           | Richard Wagner                      | 16. února 1923     | 11. března 1962 7. března 1982 |                |
| Polský žid (Der polnische Jude)                                                     | Karel Weis                          | 15. března 1923    | |                |
| Vilém Tell (Guglielmo Tell)                                                         | Gioacchino Rossini                  | 13. dubna 1923     | |                |
| Afričanka (L'Africaine)                                                             | Giacomo Meyerbeer                   | 19. května 1923    | |                |
| Maréja                                                                              | Jaroslav Vogel                      | 22. září 1923      | |                |
| Zuzančino tajemství (Il segreto di Susanna)                                         | Ermanno Wolf-Ferrari                | 22. září 1923      | 14. listopadu 1942 |                |
| Rigoletto                                                                           | Giuseppe Verdi                      | 5. října 1923      | 24. dubna 1937 19. března 1946 24. února 1963 3. července 1977 9. října 1988 19. prosince 2003 22. ledna 2016                                                                                |                |
| Čarostřelec                                                                         | Carl Maria von Weber                | 15. října 1923     | 29. března 1930 1. července 1956 23. listopadu 1969 13. února 1994 |                |
| Braniboři v Čechách                                                                 | Bedřich Smetana                     | 16. listopadu 1923 | 22. listopadu 1945 22. října 1955 31. ledna 1988 |                |
| Manon                                                                               | Jules Massenet                      | 8. února 1924      | 7. července 1963 9. března 1980 15. června 2007 |                |
| Čertova stěna                                                                       | Bedřich Smetana                     | 10. května 1924    | 13. listopadu 1929 23. dubna 1938 9. prosince 1948 18. února 1964 13. dubna 1986 17. června 2005                                                                                             |                |
| Othello (Otello)                                                                    | Giuseppe Verdi                      | 24. září 1924      | 23. listopadu 1935 10. prosince 1943 7. února 1959 |                |
| Její pastorkyňa                                                                     | Leoš Janáček                        | 4. října 1924      | 23. září 1935 30. listopadu 1940 14. března 1947 7. září 1952 10. listopadu 1963 18. března 1978 18. června 1995 14. prosince 2018                                                           |                |
| Don Giovanni (Don Juan)                                                             | Wolfgang Amadeus Mozart             | 21. listopadu 1924 | 13. listopadu 1937 8. února 1948 29. dubna 1961 25. ledna 1981 26. října 2001 |                |
| Veselé paničky windsorské (Veselé ženy windsorské, Die lustigen Weiber von Windsor) | Otto Nicolai                        | 15. prosince 1924  | 10. října 1934 30. června 1951 19. dubna 1992 |                |
| Cassandra                                                                           | Vittorio Gnecchi                    | 4. února 1925      | |                |
| Na Starém bělidle                                                                   | Karel Kovařovic                     | 27. února 1925     | |                |
| Bludný Holanďan (Der fliegende Holländer)                                           | Richard Wagner                      | 27. března 1925    | 6. května 1939 29. října 1943 13. prosince 1953 23. června 1968 19. března 1989 22. února 2008                                                                                               |                |
| Postilion z Lonjumeau (Le Postillon de Lonjumeau)                                   | Adolphe Adam                        | 29. dubna 1925     | 8. října 1949 |                |
| Dimitrij                                                                            | Antonín Dvořák                      | 14. listopadu 1925 | 5. prosince 1954 |                |
| Car a tesař (Zar und Zimmermann)                                                    | Albert Lortzing                     | 19. prosince 1925  | 21. září 1940 7. prosince 1957 |                |
| Louisa (Louise)                                                                     | Gustave Charpentier                 | 23. ledna 1926     | |                |
| Evangelista (Der Evangeliman)                                                       | Wilhelm Kienzl                      | 13. února 1926     | |                |
| Růžový kavalír (Der Rosenkavalier)                                                  | Richard Strauss                     | 17. dubna 1926     | 25. dubna 1940 13. března 1966 20. ledna 1980 |                |
| Perníková chaloupka (Hänsel und Gretel)                                             | Engelbert Humperdinck               | 11. září 1926      | 18. prosince 1943 |                |
| Lazebník sevillský (Il barbiere di Siviglia)                                        | Gioacchino Rossini                  | 20. října 1926     | 18. března 1939 11. března 1942 12. března 1967 1. ledna 1982 21. dubna 1991 19. dubna 2002 5. června 2015                                                                                   |                |
| Síla osudu (La forza del destino)                                                   | Giuseppe Verdi                      | 28. prosince 1926  | |                |
| Ukradené štěstí                                                                     | Vladimír Ambros                     | 5. února 1927      | |                |
| Šelma sedlák                                                                        | Antonín Dvořák                      | 10. března 1927    | 26. září 1947 |                |
| Mona Lisa                                                                           | Max von Schillings                  | 27. dubna 1927     | |                |
| Tannhäuser                                                                          | Richard Wagner                      | 29. listopadu 1927 | 29. ledna 1967 |                |
| Bílá paní (La Dame blanche)                                                         | François Adrien Boieldieu           | 15. prosince 1927  | 16. února 1946 |                |
| Elektra                                                                             | Richard Strauss                     | 5. ledna 1928      | 7. května 1942 30. června 1957 |                |
| Kouzelná flétna (Die Zauberflöte)                                                   | Wolfgang Amadeus Mozart             | 15. února 1928     | 10. září 1938 21. prosince 1946 24. října 1954 23. června 2000 10. června 2016 |                |
| Poustevníkův zvonek (Les Dragons de Villars)                                        | Aimé Maillart                       | 9. listopadu 1928  | 13. listopadu 1948 |                |
| Švanda dudák                                                                        | Jaromír Weinberger                  | 23. listopadu 1928 | |                |
| Francesca z Rimini (Francesca da Rimini)                                            | Riccardo Zandonai                   | 22. prosince 1928  | |                |
| Turandot                                                                            | Giacomo Puccini                     | 18. ledna 1929     | 7. listopadu 1964 16. května 2014 |                |
| Mrtvé oči (Die toten Augen)                                                         | Eugen d'Albert                      | 13. února 1929     | |                |
| Lucerna                                                                             | Vítězslav Novák                     | 19. února 1929     | 22. prosince 1950 16. ledna 1966 20. října 1991 |                |
| Quo vadis?                                                                          | Jean Nouguès                        | 30. března 1929    | |                |
| Píseň hor (Der Kuhreigen)                                                           | Wilhelm Kienzl                      | 18. dubna 1929     | |                |
| Král a uhlíř                                                                        | Antonín Dvořák                      | 18. května 1929    | |                |
| Nevěsta messinská                                                                   | Zdeněk Fibich                       | 3. října 1929      | sezóna 1941/42 20. března 1949 15. května 1971 |                |
| Němá z Portici (La Muette de Portici)                                               | Daniel Auber                        | 17. října 1929     | 18. února 1950 |                |
| Così fan tutte                                                                      | Wolfgang Amadeus Mozart             | 13. března 1930    | 15. února 1941 29. března 1959 8. ledna 1978 30. dubna 1995 18. prosince 2009 10. května 2019                                                                                                |                |
| Falstaff                                                                            | Giuseppe Verdi                      | 10. května 1930    | sezóna 1942/43 15. března 1981 4. října 2013 |                |
| Marta aneb Trh v Richmondu (Martha oder Der Markt zu Richmond)                      | Friedrich von Flotow                | 8. září 1930       | 31. března 1942 15. března 1958 6. září 1981 |                |
| Samson a Dalila (Samson et Dalila)                                                  | Camille Saint-Saëns                 | 13. listopadu 1930 | 4. června 1972 |                |
| Simon Boccanegra (Simone Boccanegra)                                                | Giuseppe Verdi                      | 24. března 1931    | 23. ledna 1952 7. června 1987 29. ledna 1999 16. prosince 2011 |                |
| Zvíkovský rarášek                                                                   | Vítězslav Novák                     | 25. dubna 1931     | 18. června 1950 30. dubna 1969 |                |
| Starý ženich                                                                        | Karel Bendl                         | 22. října 1931     | |                |
| Káťa Kabanová                                                                       | Leoš Janáček                        | 12. listopadu 1931 | 25. září 1948 28. října 1961 28. října 1973 16. června 1998 |                |
| Milkování (Liebelei)                                                                | František Neumann                   | 9. ledna 1932      | |                |
| Halka                                                                               | Stanisław Moniuszko                 | 29. ledna 1932     | 9. ledna 1960 8. listopadu 2002 |                |
| Únos ze serailu (Die Entführung aus dem Serail)                                     | Wolfgang Amadeus Mozart             | 20. února 1932     | sezóna 1941/42 24. března 1956 22. ledna 1984 10. června 2022 |                |
| Don Carlos                                                                          | Giuseppe Verdi                      | 25. února 1932     | 15. května 1966 25. září 1983 |                |
| Kdybych byl králem (Si j'étais roi)                                                 | Adolphe Adam                        | 19. března 1932    | 16. února 1954 |                |
| Boris Godunov                                                                       | Modest Petrovič Musorgskij          | 10. září 1932      | 17. února 1940 4. května 1946 3. prosince 1972 11. října 1987 |                |
| Marnotratný syn (L'Enfant prodigue)                                                 | Claude Debussy                      | 4. října 1932      | |                |
| Gianni Schicchi                                                                     | Giacomo Puccini                     | 4. října 1932      | 17. ledna 1971 24. dubna 1998 |                |
| Plášť (Il tabarro)                                                                  | Giacomo Puccini                     | 4. října 1932      | |                |
| Karlštejn                                                                           | Vítězslav Novák                     | 27. října 1932     | |                |
| Lakmé                                                                               | Léo Delibes                         | 12. prosince 1932  | |                |
| Andrea Chénier (André Chénier)                                                      | Umberto Giordano                    | 5. ledna 1933      | 2. července 1967 |                |
| Zbrojíř (Der Waffenschmied)                                                         | Albert Lortzing                     | 24. ledna 1933     | 26. března 1973 |                |
| Parsifal                                                                            | Richard Wagner                      | 18. února 1933     | |                |
| Hipolyta                                                                            | Jaroslav Křička                     | 8. dubna 1933      | |                |
| Poupě                                                                               | Otakar Ostrčil                      | 27. dubna 1933     | |                |
| Trpaslík (Skřet, Der Zwerg)                                                         | Alexander Zemlinsky                 | 27. dubna 1933     | |                |
| Arabella                                                                            | Richard Strauss                     | 25. listopadu 1933 | |                |
| Křídový kruh (Der Kreidekreis)                                                      | Alexander Zemlinsky                 | 17. února 1934     | |                |
| Marie Egyptská (Maria egiziaca)                                                     | Ottorino Respighi                   | 7. dubna 1934      | |                |
| Smrt kmotřička                                                                      | Rudolf Karel                        | 20. dubna 1934     | 11. února 1944 |                |
| Ariadna na Naxu (Ariadne auf Naxos)                                                 | Richard Strauss                     | 3. listopadu 1934  | 26. ledna 2008 |                |
| Příhody lišky Bystroušky                                                            | Leoš Janáček                        | 12. ledna 1935     | sezóna 1942/43 23. února 1957 27. září 1970 22. ledna 1989 16. května 2003 |                |
| Děvče ze Západu (Děvče ze Zlatého západu, La fanciulla del West)                    | Giacomo Puccini                     | 16. března 1935    | 4. února 1972 |                |
| Nepřemožení                                                                         | Josef Bohuslav Foerster             | 6. dubna 1935      | |                |
| Italka v Alžíru (L'Italiana in Algeri)                                              | Gioacchino Rossini                  | 14. září 1935      | 26. ledna 1986 |                |
| Orfeus (L'Orfeo)                                                                    | Claudio Monteverdi                  | 7. prosince 1935   | |                |
| Soročinský jarmark (Soročinskaja jarmarka)                                          | Modest Petrovič Musorgskij          | 18. ledna 1936     | |                |
| Lady Macbeth Mcenského újezdu (Kateřina Ismajlova, Ledy Makbět Mcenskogo ujezda)    | Dmitrij Šostakovič                  | 8. února 1936      | |                |
| Pytlák (Der Wildschütz)                                                             | Albert Lortzing                     | 14. března 1936    | |                |
| Armida                                                                              | Antonín Dvořák                      | 28. března 1936    | |                |
| Zakletý princ                                                                       | Vojtěch Hřímalý                     | 29. dubna 1936     | 25. října 1950 |                |
| Eva                                                                                 | Josef Bohuslav Foerster             | 26. září 1936      | 21. července 1942 12. května 1956 15. února 1976 |                |
| Odkaz tety Karolíny (Le Testament de la tante Caroline)                             | Albert Roussel                      | 14. listopadu 1936 | |                |
| Manon Lescaut                                                                       | Giacomo Puccini                     | 4. prosince 1936   | |                |
| Hedy                                                                                | Zdeněk Fibich                       | 19. ledna 1937     | 3. července 1966 |                |
| Tajné manželství (Il matrimonio segreto)                                            | Domenico Cimarosa                   | 30. ledna 1937     | |                |
| Mirjana                                                                             | Josip Mandić                        | 20. února 1937     | |                |
| Mistři pěvci norimberští (Die Meistersinger von Nürnberg)                           | Richard Wagner                      | 20. března 1937    | |                |
| Svět na Měsíci (Il mondo della luna)                                                | Joseph Haydn                        | 17. dubna 1937     | |                |
| Lucretia (Lucrezia)                                                                 | Ottorino Respighi                   | 1. října 1937      | |                |
| Dráteník                                                                            | František Škroup                    | 27. října 1937     | 13. října 1945 14. prosince 1958 |                |
| Hry o Marii                                                                         | Bohuslav Martinů                    | 5. února 1938      | |                |
| Šárka                                                                               | Leoš Janáček                        | 20. února 1938     | |                |
| Španělská hodinka (L'Heure espagnole)                                               | Maurice Ravel                       | 20. února 1938     | 17. ledna 1971 |                |
| Valdštejn (Wallenstein)                                                             | Jaromír Weinberger                  | 2. dubna 1938      | |                |
| Alfred                                                                              | Antonín Dvořák                      | 10. prosince 1938  | |                |
| Don Pasquale                                                                        | Gaetano Donizetti                   | 30. března 1940    | 9. června 1955 17. června 1990 8. června 2018 |                |
| Lásky hra osudná                                                                    | Zdeněk Folprecht                    | 12. října 1940     | |                |
| Maryša                                                                              | Emil František Burian               | 8. března 1941     | |                |
| Florentské dobrodružství (Florentinisches Abenteuer)                                | Georg Fuhr                          | 14. listopadu 1942 | |                |
| Popelka (Angelina, La Cenerentola)                                                  | Gioacchino Rossini                  | 12. března 1943    | |                |
| Zlomené srdce                                                                       | Zdeněk Folprecht                    | 1. dubna 1943      | |                |
| Jarní jitro                                                                         | Václav Kálik                        | 1. dubna 1943      | |                |
| Debora                                                                              | Josef Bohuslav Foerster             | 12. ledna 1946     | |                |
| Zedník a zámečník (Le Maçon)                                                        | Daniel Auber                        | 22. listopadu 1946 | |                |
| Orfeus a Eurydika (Orfeus, Orfeo ed Euridice)                                       | Christoph Willibald Gluck           | 17. dubna 1948     | 8. června 1969 27. listopadu 1998 |                |
| El Christo de la Luz                                                                | Vladimír Ambros                     | 12. června 1948    | |                |
| Malířský nápad                                                                      | Otakar Zich                         | 12. června 1948    | 26. června 1954 |                |
| Kníže Igor (Kňaz Igor)                                                              | Alexandr Porfirjevič Borodin        | 8. května 1949     | 6. listopadu 1977 |                |
| Rohovín Čtverrohý                                                                   | Zbyněk Vostřák                      | 3. července 1949   | |                |
| Jessika                                                                             | Josef Bohuslav Foerster             | 7. ledna 1950      | |                |
| Pohádka o caru Saltánovi (Car Saltan, Skazka o care Saltaně)                        | Nikolaj Andrejevič Rimskij-Korsakov | 7. května 1950     | |                |
| Honzovo království                                                                  | Otakar Ostrčil                      | 3. června 1951     | 7. ledna 1978 |                |
| Helga                                                                               | Zdeněk Fibich                       | 9. prosince 1951   | 28. června 1947 1. prosince 2016 |                |
| Pozdvižení v Efesu                                                                  | Iša Krejčí                          | 6. března 1952     | 21. dubna 1968 |                |
| Tarasova rodina (Semja Tarasa)                                                      | Dmitrij Kabalevskij                 | 6. listopadu 1952  | |                |
| Alessandro Stradella                                                                | Friedrich von Flotow                | 8. listopadu 1952  | |                |
| Ifigenie v Aulidě (Iphigénie en Aulide)                                             | Christoph Willibald Gluck           | 4. března 1953     | |                |
| Maryla                                                                              | Vladimír Ambros                     | 10. října 1953     | |                |
| Panna orleánská (Jana z Arku, Giovanna d'Arco)                                      | Giuseppe Verdi                      | 1. července 1954   | |                |
| Karolinka a lhář                                                                    | Jarmil Burghauser                   | 13. března 1955    | |                |
| Ivan Bolotnikov                                                                     | Lev Borisovič Stěpanov              | 31. května 1955    | |                |
| Zlatý kohoutek (Zolotoj pětušok)                                                    | Nikolaj Andrejevič Rimskij-Korsakov | 6. ledna 1957      | |                |
| Romeo a Julie (Roméo et Juliette)                                                   | Charles Gounod                      | 12. května 1957    | 8. září 1991 21. prosince 2007 |                |
| Kostěj Nesmrtelný (Kaščej Nesmrtelný, Kaščej Běssměrtnyj)                           | Nikolaj Andrejevič Rimskij-Korsakov | 7. listopadu 1957  | |                |
| Divadlo za bránou                                                                   | Bohuslav Martinů                    | 25. května 1958    | 1967 18. března 1990 |                |
| Věc Makropulos                                                                      | Leoš Janáček                        | 7. prosince 1958   | |                |
| Zásnuby v klášteře (Obručenija v monastire)                                         | Sergej Prokofjev                    | 28. června 1959    | |                |
| Modrovousův hrad (Hrad Modrovousův, A kékszakállú herceg vára)                      | Béla Bartók                         | 21. února 1960     | |                |
| Chytračka (Die Kluge)                                                               | Carl Orff                           | 21. února 1960     | |                |
| Krútňava                                                                            | Eugen Suchoň                        | 8. května 1960     | 17. května 1982 |                |
| Červená karkulka                                                                    | Jiří Pauer                          | 22. října 1960     | |                |
| Žvanivý slimejš                                                                     | Jiří Pauer                          | 22. října 1960     | |                |
| Bratři Karamazovi                                                                   | Otakar Jeremiáš                     | 18. prosince 1960  | |                |
| Sněhurka (Sněguročka, Jarní pohádka)                                                | Nikolaj Andrejevič Rimskij-Korsakov | 18. března 1961    | 17. listopadu 1985 |                |
| Zuzana Vojířová                                                                     | Jiří Pauer                          | 14. října 1962     | 11. května 1980 |                |
| Bouře                                                                               | Zdeněk Fibich                       | 25. listopadu 1962 | 28. června 1947 1. prosince 2016 |                |
| Marnotratný syn                                                                     | Miloš Sokola                        | 7. května 1963     | |                |
| Nabucco                                                                             | Giuseppe Verdi                      | 29. března 1964    | 17. prosince 1989 17. prosince 2004 17. prosince 2021 |                |
| Obraz Doriana Graye (Dorian Gray)                                                   | Robert Hanell                       | 17. května 1964    | |                |
| Nesnáze v opeře (L'impresario in angustie)                                          | Domenico Cimarosa                   | 20. září 1964      | |                |
| Antigona                                                                            | Iša Krejčí                          | 20. března 1965    | |                |
| Ariadna (Ariadne)                                                                   | Bohuslav Martinů                    | 20. března 1965    | |                |
| Voják a tanečnice                                                                   | Bohuslav Martinů                    | 16. října 1966     | |                |
| České jesličky                                                                      | Jaroslav Křička                     | 27. listopadu 1966 | 2. prosince 1990 |                |
| Kejklíř u Matky Boží (Le Jongleur de Notre-Dame)                                    | Jules Massenet                      | 15. října 1926     | |                |
| Idomeneus (Idomeneo, Re di Creta)                                                   | Wolfgang Amadeus Mozart             | 20. května 1967    | 22. listopadu 1996 |                |
| Z mrtvého domu                                                                      | Leoš Janáček                        | 28. října 1967     | |                |
| Bitva u Legnana (La battaglia di Legnano)                                           | Giuseppe Verdi                      | 17. prosince 1967  | |                |
| Orlík (L'Aiglon)                                                                    | Arthur Honegger, Jacques Ibert      | 4. února 1968      | |                |
| Svatopluk (Svätopluk)                                                               | Eugen Suchoň                        | 26. října 1968     | |                |
| Albert Herring                                                                      | Benjamin Britten                    | 16. února 1969     | 21. prosince 2001 |                |
| Malíř Mathis (Mathis der Maler)                                                     | Paul Hindemith                      | 19. března 1970    | |                |
| Jolanta                                                                             | Petr Iljič Čajkovskij               | 15. listopadu 1970 | |                |
| Zkrocení zlé ženy (Ukroščenije stroplivoj)                                          | Vissarion Jakovlevič Šebalin        | 14. listopadu 1971 | |                |
| Krakatit                                                                            | Václav Kašlík                       | 24. března 1973    | |                |
| Odysseův návrat do vlasti (Odysseův návrat, L'Orfeo)                                | Claudio Monteverdi                  | 24. června 1973    | |                |
| Ariadna na Naxu                                                                     | Jiří Antonín Benda                  | 18. května 1974    | | melodram       |
| Zvonek (Il campanello)                                                              | Gaetano Donizetti                   | 26. května 1974    | |                |
| Děvka                                                                               | Ivan Jirko                          | 26. května 1974    | |                |
| Náměstíčko (Il campiello)                                                           | Ermanno Wolf-Ferrari                | 13. února 1975     | |                |
| Beg Bajazid                                                                         | Ján Cikker                          | 18. května 1975    | |                |
| Mindija                                                                             | Otar Taktakišvili                   | 12. října 1975     | |                |
| Pan Kartáč (Signore Bruschino)                                                      | Gioacchino Rossini                  | 30. ledna 1977     | |                |
| Fraška o kádi                                                                       | Evžen Zámečník                      | 30. ledna 1977     | |                |
| Porgy a Bess (Porgy and Bess)                                                       | George Gershwin                     | 22. května 1979    | |                |
| Carská nevěsta (Carskaja něvěsta)                                                   | Nikolaj Andrejevič Rimskij-Korsakov | 4. listopadu 1979  | |                |
| Nápoj lásky (L'elisir d'amore)                                                      | Gaetano Donizetti                   | 29. června 1980    | 14. března 1997 30. září 2011 |                |
| Mirandolina                                                                         | Bohuslav Martinů                    | 18. dubna 1982     | |                |
| Cyrano z Bergeracu (Cyrano de Bergerac)                                             | Eino Tamberg                        | 14. listopadu 1982 | |                |
| Jan Želivský                                                                        | Miloš Vacek                         | 15. dubna 1984     | |                |
| Lovci perel (Les Pêcheurs de perles)                                                | Georges Bizet                       | 27. května 1984    | 13. prosince 2019 |                |
| Poprask v opeře (Skandál v opeře, Le convenienze ed inconvenienze teatrali)         | Gaetano Donizetti                   | 23. září 1984      | 10. dubna 2004 |                |
| Julius Caesar v Egyptě (Julius Caesar, Giulio Cesare in Egitto)                     | Georg Friedrich Händel              | 18. listopadu 1984 | |                |
| Píseň neumírá                                                                       | Jiří Štěpánek                       | 2. června 1985     | |                |
| Kraňský slavíček (Gorenjský slavíček, Gorenjski slavček)                            | Anton Foerster                      | 1. června 1986     | |                |
| Hlas lesa                                                                           | Bohuslav Martinů                    | 21. září 1986      | |                |
| Veselohra na mostě                                                                  | Bohuslav Martinů                    | 21. září 1986      | |                |
| Marie Stuartovna (Maria Sťuart)                                                     | Sergej Michajlovič Slonimskij       | 23. listopadu 1986 | |                |
| Euryanta                                                                            | Carl Maria von Weber                | 25. ledna 1987     | |                |
| Zdravý nemocný                                                                      | Jiří Pauer                          | 29. listopadu 1987 | |                |
| Ifigenie na Tauridě (Iphigénie en Tauride)                                          | Christoph Willibald Gluck           | 12. června 1988    | |                |
| Titus                                                                               | Wolfgang Amadeus Mozart             | 27. listopadu 1988 | |                |
| Dvanáctá noc                                                                        | Jan Klusák                          | 11. června 1989    | |                |
| Lucie z Lammermooru (Lucia di Lammermoor)                                           | Gaetano Donizetti                   | 11. prosince 1994  | 14. prosince 2012 |                |
| Gioconda (La Gioconda)                                                              | Amilcare Ponchielli                 | 20. června 1997    | |                |
| Krvavá svatba (Vérnász)                                                             | Sándor Szokolay                     | 19. prosince 1997  | |                |
| Sestra Angelika (Suor Angelica)                                                     | Giacomo Puccini                     | 24. dubna 1998     | |                |
| Jora a Manda                                                                        | Josef Mauritius Bulín               | 14. června 2001    | |                |
| Pargamotéka                                                                         | Miloš Štědroň                       | 14. června 2001    | | novodobá verze |
| Macbeth                                                                             | Giuseppe Verdi                      | 7. června 2002     | |                |
| Dialogy karmelitek (Dialogues des carmélites)                                       | Francis Poulenc                     | 10. února 2006     | |                |
| Attila                                                                              | Giuseppe Verdi                      | 8. prosince 2006   | |                |
| Marie Stuartovna (Maria Stuarda)                                                    | Gaetano Donizetti                   | 20. června 2008    | |                |
| Straka zlodějka (La gazza ladra)                                                    | Gioacchino Rossini                  | 21. ledna 2009     | |                |
| Noc plná světla                                                                     | Zdeněk Pololáník                    | 28. června 2013    | |                |
| Pád Antikrista (Der Sturz des Antichrist)                                           | Viktor Ullmann                      | 18. října 2014     | |                |
| Řecké pašije (The Greek Passion)                                                    | Bohuslav Martinů                    | 24. února 2017     | |                |
| Ernani                                                                              | Giuseppe Verdi                      | 15. prosince 2017  | |                |
| Česká mše vánoční                                                                   | Jakub Jan Ryba                      | 1. prosince 2021   | |                |
| Miniopery (Šípková Růženka, Budulínek, Karkulka)                                    | Jaroslav Uhlíř                      | 18. září 2022      | | dětské opery   |